# 甘尼夫卡 (納羅季奇區)
51°8′55″N 29°2′39″E / 51.14861°N 29.04417°E
甘尼夫卡（烏克蘭語：Ганнівка），是烏克蘭北部的村莊，隸屬日托米爾州的科羅斯滕區。該村面積0.43平方公里，海拔高度135米，2001年人口39，人口密度每平方公里90.91人。